# Giải bóng đá Vô địch Quốc gia 2019
Giải bóng đá Vô địch Quốc gia 2019, tên gọi chính thức là Giải bóng đá Vô địch Quốc gia Wake-up 247 2019 (tiếng Anh: Wake-up 247 V.League 1 - 2019) vì lý do tài trợ, là mùa giải chuyên nghiệp thứ 19 và là mùa giải thứ 36 của V.League 1. Mùa giải bắt đầu từ ngày 21 tháng 2 năm 2019 và kết thúc vào ngày 23 tháng 10 năm 2019 với 14 đội bóng tham dự. Đội vô địch V.League 1 mùa giải này sẽ giành quyền tham dự Giải vô địch bóng đá các câu lạc bộ Đông Nam Á năm 2020. Do đại dịch COVID-19, giải đấu này sau đó bị hủy bỏ vào ngày 11 tháng 4 năm 2020.

## Thay đổi trước mùa giải

### Thay đổi đội bóng
| Thăng hạng từ V.League 2 - 2018 - Viettel | Xuống hạng đến V.League 2 - 2019 - XSKT Cần Thơ |

### Thay đổi điều lệ
Giải đấu sẽ vận hành theo luật "3 + 1", trong đó mỗi đội được phép đăng ký tối đa 3 cầu thủ nước ngoài và 1 cầu thủ Việt Nam gốc nước ngoài.

## Các đội tham dự

### Sân vận động
| Đội bóng              | Địa điểm              | Sân vận động              | Sức chứa |
| --------------------- | --------------------- | ------------------------- | -------- |
| Becamex Bình Dương    | Thủ Dầu Một           | Sân vận động Gò Đậu       | 18.250   |
| Hà Nội                | Hà Nội                | Sân vận động Hàng Đẫy     | 25.500   |
| Hải Phòng             | Hải Phòng             | Sân vận động Lạch Tray    | 30.000   |
| Hoàng Anh Gia Lai     | Pleiku                | Sân vận động Pleiku       | 12.000   |
| Thành phố Hồ Chí Minh | Thành phố Hồ Chí Minh | Sân vận động Thống Nhất   | 25.000   |
| Dược Nam Hà Nam Định  | Nam Định              | Sân vận động Thiên Trường | 30.000   |
| Quảng Nam             | Tam Kỳ                | Sân vận động Tam Kỳ       | 15.624   |
| Sài Gòn               | Thành phố Hồ Chí Minh | Sân vận động Thống Nhất   | 25.000   |
| Khánh Hòa             | Nha Trang             | Sân vận động 19 tháng 8   | 20.000   |
| SHB Đà Nẵng           | Đà Nẵng               | Sân vận động Hòa Xuân     | 20.000   |
| Sông Lam Nghệ An      | Vinh                  | Sân vận động Vinh         | 18.000   |
| Than Quảng Ninh       | Cẩm Phả               | Sân vận động Cửa Ông      | 15.000   |
| Thanh Hóa             | Thanh Hóa             | Sân vận động Thanh Hóa    | 11.000   |
| Viettel               | Hà Nội                | Sân vận động Hàng Đẫy     | 25.000   |

### Nhân sự và nhà tài trợ áo đấu
| Đội bóng             | Huấn luyện viên   | Đội trưởng         | Nhà sản xuất áo đấu | Nhà tài trợ chính                       |
| -------------------- | ----------------- | ------------------ | ------------------- | --------------------------------------- |
| Becamex Bình Dương   | Nguyễn Thanh Sơn  | Nguyễn Anh Đức     | Kamito              | Becamex IDC                             |
| Hà Nội               | Chu Đình Nghiêm   | Nguyễn Văn Quyết   | Kappa               | SCG Artexport                           |
| Hải Phòng            | Trương Việt Hoàng | Andre Diego Fagan  | Jogarbola           |                                         |
| Hoàng Anh Gia Lai    | Lee Tae-hoon      | Nguyễn Tuấn Anh    | Mizuno              | THACO                                   |
| TP Hồ Chí Minh       | Chung Hae-seong   | Huỳnh Kesley Alves | Zaicro              | CityLand Berjava                        |
| Dược Nam Hà Nam Định | Nguyễn Văn Dũng   | Lê Văn Phú         | VNA Sport           | Dược Nam Hà                             |
| Quảng Nam            | Vũ Hồng Việt      | Đinh Thanh Trung   | Jogarbola           | LS                                      |
| Sài Gòn              | Nguyễn Thành Công | Nguyễn Ngọc Duy    | Fraser Sport        |                                         |
| Sanna Khánh Hòa BVN  | Võ Đình Tân       | Chaher Zarour      |                     | Sanest                                  |
| SHB Đà Nẵng          | Lê Huỳnh Đức      | Hoàng Minh Tâm     | Kamito              | SHB                                     |
| Sông Lam Nghệ An     | Nguyễn Đức Thắng  | Trần Nguyên Mạnh   | Mitre               | Bắc Á Bank TH true WATER                |
| Than Quảng Ninh      | Phan Thanh Hùng   | Huỳnh Tuấn Linh    | Joma                | Vinacomin Asanzo                        |
| Thanh Hóa            | Mai Xuân Hợp      | Hoàng Đình Tùng    | Jogarbola           |                                         |
| Viettel              | Nguyễn Hải Biên   | Bùi Tiến Dũng      | VNA Sports          | Viettel (thương hiệu Viettel Pay và 4G) |

### Thay đổi huấn luyện viên
| Đội bóng              | Huấn luyện viên đi | Hình thức rời đi | Ngày rời đi          | Vị trí trên BXH | Huấn luyện viên đến | Ngày đến             |
| --------------------- | ------------------ | ---------------- | -------------------- | --------------- | ------------------- | -------------------- |
| Thành phố Hồ Chí Minh | Miura Toshiya      | Sa thải          | 10 tháng 10 năm 2018 | Trước mùa giải  | Chung Hae-seong     | 18 tháng 12 năm 2018 |
| SHB Đà Nẵng           | Nguyễn Minh Phương | Sa thải          | 31 tháng 10 năm 2018 | Trước mùa giải  | Lê Huỳnh Đức        | 13 tháng 11 năm 2018 |
| Viettel               | Nguyễn Hải Biên    | Từ chức          | 12 tháng 2 năm 2019  | Trước mùa giải  | Lee Heung-sil       | 12 tháng 2 năm 2019  |
| Becamex Bình Dương    | Trần Minh Chiến    | Từ chức          | 29 tháng 3 năm 2019  | Thứ 6           | Nguyễn Thanh Sơn    | 2 tháng 4 năm 2019   |
| Hoàng Anh Gia Lai     | Dương Minh Ninh    | Sa thải          | 21 tháng 4 năm 2019  | Thứ 11          | Lee Tae-hoon        | 22 tháng 4 năm 2019  |
| Quảng Nam             | Hoàng Văn Phúc     | Từ chức          | 22 tháng 5 năm 2019  | Thứ 13          | Vũ Hồng Việt        | 23 tháng 5 năm 2019  |
| Dược Nam Hà Nam Định  | Nguyễn Văn Sỹ      | Từ chức          | 23 tháng 5 năm 2019  | Thứ 12          | Nguyễn Văn Dũng     | 24 tháng 5 năm 2019  |
| Viettel               | Lee Heung-sil      | Sa thải          | 12 tháng 6 năm 2019  | Thứ 11          | Nguyễn Hải Biên     | 12 tháng 6 năm 2019  |
| Thanh Hóa             | Nguyễn Đức Thắng   | Từ chức          | 2 tháng 7 năm 2019   | Thứ 5           | Vũ Quang Bảo        | 2 tháng 7 năm 2019   |
| Thanh Hóa             | Vũ Quang Bảo       | Từ chức          | 13 tháng 8 năm 2019  | Thứ 10          | Mai Xuân Hợp        | 13 tháng 8 năm 2019  |

### Cầu thủ nước ngoài
Tên cầu thủ in đậm cho biết cầu thủ được đăng ký trong kỳ chuyển nhượng giữa mùa.
| Câu lạc bộ            | Cầu thủ 1         | Cầu thủ 2             | Cầu thủ 3        | Cầu thủ châu Á     | Cầu thủ nhập tịch      | Cầu thủ cũ 1                    |
| --------------------- | ----------------- | --------------------- | ---------------- | ------------------ | ---------------------- | ------------------------------- |
| Becamex Bình Dương    | Ali Rabo          | Pedro Augusto         | Wander Luiz      | Veniamin Shumeyko  | Đinh Hoàng Max         | Victor Mansaray                 |
| Hà Nội                | Papa Ibou Kébé    | Moses Oloya           | Pape Omar Faye   | Sajjad Moshkelpour |                        | Ganiyu Oseni Brandon McDonald   |
| Hải Phòng             | Andre Diego Fagan | Jeremie Lynch         | Joseph Mpande    | -                  | Hoàng Vissai           |                                 |
| Hoàng Anh Gia Lai     | Felipe Martins    | Wieger Sietsma        | Kim Bong-jin     | -                  |                        | Chevaughn Walsh                 |
| Thành phố Hồ Chí Minh | Ismahil Akinade   | Louis Ewonde          | Victor Mansaray  | -                  | Huỳnh Kesley Alves     | Joel Vinicius Matias Jadue      |
| Dược Nam Hà Nam Định  | Gustavo           | Emmanuel Tony Agbaji  | Diogo Pereira    | -                  | Lê Văn Phú             | Patiyo Tambe Sunday Emmanuel    |
| Quảng Nam             | Rodrigo Dias      | Gabriel Davis         | Lucas Rocha      | -                  | Hoàng Vũ Samson        | Claudecir Nguyễn Trung Đại Lộc  |
| Sài Gòn FC            | Geovane Magno     | Gustavo Santos        | Pedro Paulo      | -                  | Trần Trung Hiếu        | Dominique Da Sylva Thiago Moura |
| Sanna Khánh Hòa BVN   | Patiyo Tambe      | Youssouf Touré        | Chaher Zarour    | -                  | Nguyễn Trung Đại Dương | Warley Oliveira                 |
| SHB Đà Nẵng           | Bernardo Frizoni  | Aimé Djicka Gassissou | Victor Nirennold | -                  | Đỗ Merlo               | Patrick Boni Dominik Schmitt    |
| Sông Lam Nghệ An      | Michael Olaha     | Joel Vinicius'        | Damir Memović    | -                  |                        | Marcio                          |
| Than Quảng Ninh       | Neven Lastro      | Kouassi Yao Hermann   | Rod Dyachenko    | -                  |                        |                                 |
| Thanh Hóa             | Rimario Gordon    | Gramoz Kurtaj         | Errol Stevens    | -                  |                        | Monday Samuel                   |
| Viettel               | Bruno Cantanhede  | Janclesio Almeida     | Jean Carlos      | -                  |                        | João Paulo Gustavo Kayo Dias    |

- ^1  Cầu thủ nước ngoài rời câu lạc bộ của họ sau lượt đi hoặc bị thay vì chấn thương.

## Bảng xếp hạng
| VT | Đội                     | ST | T  | H  | B  | BT | BB | HS  | Đ  | Giành quyền tham dự hoặc xuống hạng         |
| -- | ----------------------- | -- | -- | -- | -- | -- | -- | --- | -- | ------------------------------------------- |
| 1  | Hà Nội (C, D)           | 26 | 15 | 8  | 3  | 60 | 30 | +30 | 53 |                                             |
| 2  | Thành phố Hồ Chí Minh   | 26 | 14 | 6  | 6  | 41 | 29 | +12 | 48 | Lọt vào vòng sơ loại 2 AFC Champions League |
| 3  | Than Quảng Ninh         | 26 | 10 | 9  | 7  | 41 | 33 | +8  | 39 | Lọt vào vòng bảng AFC Cup                   |
| 4  | Becamex Bình Dương      | 26 | 10 | 6  | 10 | 32 | 32 | 0   | 36 |                                             |
| 5  | Sài Gòn                 | 26 | 10 | 6  | 10 | 37 | 40 | −3  | 36 |                                             |
| 6  | Viettel                 | 26 | 11 | 3  | 12 | 33 | 40 | −7  | 36 |                                             |
| 7  | Sông Lam Nghệ An        | 26 | 8  | 11 | 7  | 32 | 26 | +6  | 35 |                                             |
| 8  | Hoàng Anh Gia Lai       | 26 | 10 | 5  | 11 | 45 | 46 | −1  | 35 |                                             |
| 9  | Quảng Nam               | 26 | 8  | 10 | 8  | 43 | 38 | +5  | 34 |                                             |
| 10 | SHB Đà Nẵng             | 26 | 9  | 6  | 11 | 38 | 38 | 0   | 33 |                                             |
| 11 | Dược Nam Hà Nam Định    | 26 | 8  | 7  | 11 | 32 | 41 | −9  | 31 |                                             |
| 12 | Hải Phòng               | 26 | 8  | 6  | 12 | 33 | 44 | −11 | 30 |                                             |
| 13 | Thanh Hóa (O)           | 26 | 6  | 8  | 12 | 36 | 52 | −16 | 26 | Lọt vào vòng play-off xuống hạng            |
| 14 | Sanna Khánh Hòa BVN (R) | 26 | 6  | 7  | 13 | 31 | 45 | −14 | 25 | Xuống hạng đến V.League 2 2020              |

1. ↑  Hà Nội bị cấm tham dự vòng loại thứ hai của AFC Champions League 2020 do đội U-15 của họ không tham dự giải U-15 quốc gia. Suất dự giải đấu này đã được chuyển xuống cho đội á quân Thành phố Hồ Chí Minh và suất tham dự AFC Cup 2020 của Thành phố Hồ Chí Minh trước đó cũng đã được chuyển xuống cho đội hạng ba là Than Quảng Ninh.

## Lịch thi đấu và kết quả

### Tóm tắt kết quả
| Nhà \ Khách           | BBD | HAN | HPG | HAG | HCM | NDI | QNA | SGN | SKH | SLN | DNG | TQN | THH | VTL |
| --------------------- | --- | --- | --- | --- | --- | --- | --- | --- | --- | --- | --- | --- | --- | --- |
| Becamex Bình Dương    |     | 2–2 | 2–0 | 3–0 | 2–3 | 1–1 | 1–1 | 1–0 | 1–0 | 1–5 | 3–1 | 0–2 | 1–1 | 1–0 |
| Hà Nội                | 2–1 |     | 3–1 | 1–1 | 1–0 | 6–1 | 2–2 | 2–0 | 2–2 | 4–0 | 3–2 | 5–0 | 5–0 | 5–2 |
| Hải Phòng             | 3–2 | 1–2 |     | 1–0 | 1–2 | 2–1 | 0–3 | 1–2 | 1–1 | 0–0 | 1–1 | 3–2 | 2–2 | 2–1 |
| Hoàng Anh Gia Lai     | 1–1 | 0–0 | 5–1 |     | 1–2 | 2–0 | 1–2 | 1–3 | 4–1 | 3–2 | 2–1 | 3–2 | 3–3 | 2–3 |
| Thành phố Hồ Chí Minh | 2–0 | 2–2 | 1–0 | 1–2 |     | 2–0 | 1–1 | 4–1 | 1–2 | 2–1 | 3–2 | 3–1 | 0–0 | 2–0 |
| Dược Nam Hà Nam Định  | 1–0 | 2–0 | 2–1 | 2–2 | 1–1 |     | 2–3 | 3–1 | 1–2 | 2–0 | 2–1 | 1–1 | 4–2 | 2–0 |
| Quảng Nam             | 1–2 | 1–1 | 1–2 | 3–0 | 2–0 | 1–1 |     | 3–1 | 4–2 | 2–2 | 1–4 | 0–1 | 3–0 | 0–2 |
| Sài Gòn               | 0–1 | 1–4 | 1–0 | 3–1 | 0–0 | 4–1 | 1–1 |     | 2–1 | 2–2 | 3–1 | 2–2 | 2–0 | 3–0 |
| Sanna Khánh Hoà       | 1–0 | 0–0 | 3–4 | 1–4 | 1–2 | 3–0 | 3–2 | 0–0 |     | 1–4 | 1–0 | 1–1 | 1–3 | 0–1 |
| Sông Lam Nghệ An      | 2–1 | 0–1 | 0–0 | 3–0 | 1–2 | 0–0 | 2–0 | 2–2 | 0–0 |     | 0–0 | 0–0 | 1–0 | 3–1 |
| SHB Đà Nẵng           | 0–2 | 1–2 | 1–1 | 2–1 | 2–0 | 2–0 | 2–2 | 4–1 | 2–1 | 0–2 |     | 1–0 | 1–0 | 3–1 |
| Than Quảng Ninh       | 0–1 | 4–2 | 4–2 | 3–0 | 1–2 | 0–0 | 1–1 | 3–0 | 2–1 | 0–0 | 1–1 |     | 3–0 | 1–0 |
| Thanh Hóa             | 1–1 | 4–1 | 0–3 | 2–3 | 3–3 | 3–2 | 3–2 | 2–1 | 2–2 | 2–0 | 0–0 | 1–3 |     | 1–3 |
| Viettel               | 2–1 | 0–2 | 2–0 | 0–3 | 1–0 | 1–0 | 1–1 | 0–1 | 2–0 | 0–0 | 5–3 | 3–3 | 2–1 |     |

### Tiến trình mùa giải
| Đội ╲ Vòng            | 1 | 2 | 3 | 4 | 5 | 6 | 7 | 8 | 9 | 10 | 11 | 12 | 13 | 14 | 15 | 16 | 17 | 18 | 19 | 20 | 21 | 22 | 23 | 24 | 25 | 26 |
| --------------------- | - | - | - | - | - | - | - | - | - | -- | -- | -- | -- | -- | -- | -- | -- | -- | -- | -- | -- | -- | -- | -- | -- | -- |
| Becamex Bình Dương    | D | W | L | W | L | L | L | D | W | D  | L  | W  | W  | D  | L  | L  | D  | W  | L  | W  | W  | W  | L  | L  | W  | D  |
| Hà Nội                | W | D | W | W | D | W | W | D | L | W  | L  | D  | W  | W  | D  | D  | W  | D  | W  | W  | W  | W  | W  | W  | D  | L  |
| Hải Phòng             | L | W | W | W | D | L | W | L | D | D  | L  | L  | L  | L  | D  | W  | W  | L  | L  | D  | W  | W  | D  | L  | L  | L  |
| Hoàng Anh Gia Lai     | W | L | L | L | W | L | D | W | W | D  | L  | D  | L  | L  | L  | D  | W  | W  | D  | L  | L  | W  | L  | W  | W  | W  |
| Thành phố Hồ Chí Minh | W | W | W | D | W | W | L | W | D | W  | W  | L  | D  | L  | W  | W  | D  | D  | L  | L  | W  | W  | D  | W  | L  | W  |
| Dược Nam Hà Nam Định  | W | L | L | L | L | W | D | L | D | D  | W  | L  | W  | D  | W  | W  | L  | W  | D  | D  | L  | L  | D  | L  | W  | L  |
| Quảng Nam             | L | D | D | L | D | W | L | L | D | D  | L  | W  | L  | W  | W  | L  | D  | D  | W  | W  | W  | W  | L  | D  | D  | D  |
| Sài Gòn               | L | W | W | D | D | L | W | W | L | W  | L  | D  | L  | D  | L  | D  | L  | L  | W  | L  | W  | W  | W  | L  | D  | W  |
| Sanna Khánh Hoà BVN   | L | L | L | W | D | D | L | L | L | D  | W  | L  | L  | L  | D  | W  | L  | D  | W  | W  | L  | L  | D  | W  | D  | L  |
| SHB Đà Nẵng           | W | L | D | D | D | L | L | W | W | L  | W  | W  | L  | D  | D  | L  | W  | W  | D  | L  | L  | L  | W  | W  | L  | L  |
| Sông Lam Nghệ An      | W | D | W | L | W | W | D | D | D | D  | L  | D  | W  | D  | L  | D  | L  | L  | W  | D  | W  | L  | W  | L  | D  | D  |
| Than Quảng Ninh       | L | D | W | W | L | W | W | L | D | L  | W  | D  | W  | D  | W  | W  | L  | D  | D  | D  | L  | L  | W  | D  | D  | W  |
| Thanh Hóa             | D | L | L | D | L | D | D | W | W | D  | W  | W  | D  | W  | W  | L  | D  | L  | L  | L  | L  | L  | L  | L  | L  | D  |
| Viettel               | L | W | L | L | W | L | W | D | L | L  | W  | D  | W  | W  | L  | L  | W  | D  | L  | W  | L  | L  | L  | W  | W  | W  |

### Vị trí các đội qua các vòng đấu
| Đội ╲ Vòng            | 1                  | 2  | 3  | 4  | 5  | 6  | 7  | 8  | 9  | 10 | 11 | 12 | 13 | 14 | 15 | 16 | 17 | 18 | 19 | 20 | 21 | 22 | 23 | 24 | 25 | 26 |   |
| --------------------- | ------------------ | -- | -- | -- | -- | -- | -- | -- | -- | -- | -- | -- | -- | -- | -- | -- | -- | -- | -- | -- | -- | -- | -- | -- | -- | -- | - |
| Đội ╲ Vòng            | Becamex Bình Dương | 7  | 3  | 6  | 4  | 6  | 7  | 8  | 10 | 9  | 8  | 11 | 9  | 6  | 8  | 10 | 10 | 10 | 8  | 9  | 8  | 5  | 3  | 5  | 6  | 4  | 4 |
| Thanh Hóa             | 8                  | 11 | 13 | 14 | 14 | 14 | 14 | 11 | 10 | 10 | 9  | 7  | 5  | 5  | 4  | 4  | 4  | 6  | 7  | 10 | 12 | 13 | 13 | 13 | 13 | 13 |   |
| Hà Nội                | 1                  | 2  | 2  | 1  | 2  | 2  | 1  | 2  | 2  | 2  | 2  | 2  | 2  | 1  | 2  | 2  | 2  | 2  | 1  | 1  | 1  | 1  | 1  | 1  | 1  | 1  |   |
| Hải Phòng             | 9                  | 8  | 4  | 3  | 3  | 5  | 5  | 6  | 5  | 5  | 7  | 10 | 12 | 12 | 12 | 11 | 9  | 11 | 13 | 13 | 11 | 7  | 9  | 10 | 12 | 12 |   |
| Hoàng Anh Gia Lai     | 2                  | 5  | 9  | 9  | 8  | 12 | 9  | 7  | 7  | 6  | 8  | 8  | 10 | 12 | 13 | 13 | 12 | 10 | 10 | 11 | 13 | 12 | 12 | 11 | 10 | 8  |   |
| Thành phố Hồ Chí Minh | 6                  | 1  | 1  | 2  | 1  | 1  | 2  | 1  | 1  | 1  | 1  | 1  | 1  | 2  | 1  | 1  | 1  | 1  | 2  | 2  | 2  | 2  | 2  | 2  | 2  | 2  |   |
| Dược Nam Hà Nam Định  | 4                  | 6  | 10 | 12 | 12 | 9  | 10 | 12 | 12 | 12 | 12 | 12 | 11 | 10 | 8  | 6  | 8  | 5  | 5  | 5  | 8  | 10 | 10 | 12 | 11 | 11 |   |
| Quảng Nam             | 12                 | 12 | 12 | 13 | 13 | 11 | 12 | 13 | 13 | 13 | 14 | 13 | 13 | 13 | 11 | 12 | 13 | 13 | 12 | 9  | 6  | 4  | 7  | 7  | 6  | 9  |   |
| Sài Gòn               | 10                 | 9  | 5  | 5  | 5  | 6  | 6  | 4  | 6  | 3  | 4  | 4  | 7  | 7  | 9  | 7  | 11 | 12 | 11 | 12 | 10 | 8  | 6  | 8  | 8  | 5  |   |
| Sanna Khánh Hòa BVN   | 13                 | 14 | 14 | 12 | 12 | 13 | 13 | 14 | 14 | 14 | 13 | 14 | 14 | 14 | 14 | 14 | 14 | 14 | 14 | 14 | 14 | 14 | 14 | 14 | 14 | 14 |   |
| Sông Lam Nghệ An      | 5                  | 4  | 3  | 6  | 4  | 3  | 3  | 3  | 3  | 4  | 5  | 5  | 4  | 4  | 5  | 5  | 5  | 9  | 6  | 6  | 4  | 6  | 4  | 4  | 5  | 7  |   |
| SHB Đà Nẵng           | 3                  | 7  | 7  | 8  | 9  | 10 | 11 | 9  | 8  | 9  | 6  | 6  | 8  | 9  | 6  | 8  | 6  | 4  | 4  | 4  | 7  | 9  | 8  | 5  | 7  | 10 |   |
| Than Quảng Ninh       | 14                 | 13 | 8  | 6  | 7  | 4  | 4  | 5  | 4  | 6  | 3  | 3  | 3  | 3  | 3  | 3  | 3  | 3  | 3  | 3  | 3  | 5  | 3  | 3  | 3  | 3  |   |
| Viettel               | 11                 | 10 | 11 | 12 | 10 | 8  | 7  | 8  | 11 | 11 | 10 | 11 | 9  | 6  | 7  | 9  | 7  | 7  | 8  | 7  | 9  | 11 | 11 | 9  | 9  | 6  |   |

Lượt đấu đi -về: 1-26; 2-25; 3-23; 4-24; 5-15; 6-14; 7-18; 8-19; 9-20; 10-21; 11-22; 12-16; 13-17

## Play-off
Đội xếp thứ 13 của V.League 1 sẽ thi đấu với đội xếp thứ 2 của V.League 2 tại một địa điểm trung lập. Trong trường hợp hòa sau 90 phút thi đấu chính thức, 2 đội sẽ tiến hành loạt sút luân lưu để xác định kết quả chung cuộc (không có hiệp phụ).

### Kết quả
| Thanh Hóa        | 1–0      | Phố Hiến |
| ---------------- | -------- | -------- |
| Lê Văn Thắng 54' | Chi tiết |          |

## Số lượng khán giả

### Theo câu lạc bộ
| Câu lạc bộ                    | Tổng cộng | Số trận | Trung bình |
| ----------------------------- | --------- | ------- | ---------- |
| Dược Nam Hà Nam Định          | 195.000   | 13      | 15.000     |
| Hà Nội                        | 105.000   | 11*     | 8.077      |
| Hoàng Anh Gia Lai             | 109.000   | 13      | 8.385      |
| SHB Đà Nẵng                   | 101.000   | 13      | 7.769      |
| Thanh Hóa                     | 95.500    | 13      | 7.346      |
| Viettel                       | 94.000    | 13      | 7.231      |
| Sông Lam Nghệ An              | 91.000    | 13      | 7.000      |
| Thành phố Hồ Chí Minh         | 88.000    | 13      | 6.769      |
| Sanna Khánh Hòa Biển Việt Nam | 82.500    | 13      | 6.346      |
| Quảng Nam                     | 81.000    | 13      | 6.231      |
| Hải Phòng                     | 81.000    | 13      | 6.231      |
| Becamex Bình Dương            | 67.700    | 13      | 5.208      |
| Than Quảng Ninh               | 67.500    | 13      | 5.192      |
| Sài Gòn                       | 48.500    | 13      | 3.731      |
| Tổng cộng                     | 1.306.700 | 182     | 7.180      |

### Theo vòng
| Vòng      | Tổng cộng | Số trận | Trung bình |
| --------- | --------- | ------- | ---------- |
| Vòng 1    | 67.000    | 7       | 9.571      |
| Vòng 2    | 53.000    | 7       | 7.571      |
| Vòng 3    | 51.000    | 7       | 7.286      |
| Vòng 4    | 55.000    | 7       | 7.857      |
| Vòng 5    | 45.000    | 7       | 6.428      |
| Vòng 6    | 53.000    | 7       | 7.571      |
| Vòng 7    | 52.500    | 7       | 7.500      |
| Vòng 8    | 55.500    | 7       | 7.929      |
| Vòng 9    | 54.000    | 7       | 7.714      |
| Vòng 10   | 42.000    | 7       | 6.000      |
| Vòng 11   | 70.200    | 7       | 10.028     |
| Vòng 12   | 45.000    | 7       | 6.428      |
| Vòng 13   | 59.000    | 7       | 8.429      |
| Vòng 14   | 40.500    | 7       | 5.786      |
| Vòng 15   | 54.000    | 7       | 7.714      |
| Vòng 16   | 58.000    | 7       | 8.286      |
| Vòng 17   | 46.000    | 7       | 6.571      |
| Vòng 18   | 62.500    | 7       | 8.929      |
| Vòng 19   | 51.000    | 7       | 7.286      |
| Vòng 20   | 46.000    | 7       | 6.571      |
| Vòng 21   | 58.000    | 7       | 8.286      |
| Vòng 22   | 43.000    | 7       | 6.143      |
| Vòng 23   | 46.000    | 7*      | 6.571      |
| Vòng 24   | 36.000    | 7       | 5.143      |
| Vòng 25   | 42.500    | 7*      | 6.071      |
| Vòng 26   | 21.000    | 7       | 3.000      |
| Tổng cộng | 1.306.700 | 182     | 7.180      |

* Hà Nội phải thi đấu 2 trận ở vòng 23 và vòng 25 trên sân nhà mà không có khán giả.

## Thống kê mùa giải
| Xếp hạng | Cầu thủ          | Câu lạc bộ                        | Số bàn thắng |
| -------- | ---------------- | --------------------------------- | ------------ |
| 1        | Bruno Cantanhede | Viettel                           | 15           |
| 1        | Pape Omar Faye   | Hà Nội                            | 15           |
| 3        | Hoàng Vũ Samson  | Hà Nội / Quảng Nam                | 13           |
| 4        | Pedro Paulo      | Sài Gòn                           | 12           |
| 4        | Trần Minh Vương  | Hoàng Anh Gia Lai                 | 12           |
| 6        | Đỗ Merlo         | SHB Đà Nẵng                       | 11           |
| 6        | Diogo Pereira    | Dược Nam Hà Nam Định              | 11           |
| 6        | Joel Vinicius    | TP Hồ Chí Minh / Sông Lam Nghệ An | 11           |
| 9        | Rod Dyachenko    | Than Quảng Ninh                   | 10           |
| 9        | Jermie Lynch     | Hải Phòng                         | 10           |
| 11       | Đinh Thanh Trung | Quảng Nam                         | 9            |
| 11       | Mạc Hồng Quân    | Than Quảng Ninh                   | 9            |
| 11       | Nguyễn Văn Quyết | Hà Nội                            | 9            |
| 11       | Nguyễn Văn Toàn  | Hoàng Anh Gia Lai                 | 9            |

| Xếp hạng | Cầu thủ          | Câu lạc bộ        | Số kiến tạo |
| -------- | ---------------- | ----------------- | ----------- |
| 1        | Nguyễn Văn Toàn  | Hoàng Anh Gia Lai | 11          |
| 2        | Nguyễn Văn Quyết | Hà Nội            | 7           |

### Ghi hat-trick
| Cầu thủ           | Đội bóng          | Đối thủ                       | Kết quả | Ngày                 |
| ----------------- | ----------------- | ----------------------------- | ------- | -------------------- |
| Jeremie Lynch     | Hải Phòng         | Sanna Khánh Hòa Biển Việt Nam | 3–4 (A) | 5 tháng 3 năm 2019   |
| Rod Dyachenko     | Than Quảng Ninh   | Hải Phòng                     | 4–2 (H) | 16 tháng 6 năm 2019  |
| Joel Vinicius     | Sông Lam Nghệ An  | Becamex Bình Dương            | 1–5 (A) | 15 tháng 9 năm 2019  |
| Trần Minh Vương   | Hoàng Anh Gia Lai | Hải Phòng                     | 5–1 (H) | 20 tháng 9 năm 2019  |
| Lê Quốc Phương    | Sài Gòn           | Dược Nam Hà Nam Định          | 4–1 (H) | 23 tháng 10 năm 2019 |
| Bruno Cantanhede4 | Viettel           | SHB Đà Nẵng                   | 5–3 (H) | 23 tháng 10 năm 2019 |

- Ghi chú: 4: ghi 4 bàn; (H) – Sân nhà; (A) – Sân khách

## Các giải thưởng

### Giải thưởng tháng
| Tháng        | Câu lạc bộ của tháng  | Huấn luyện viên của tháng | Huấn luyện viên của tháng | Cầu thủ của tháng    | Cầu thủ của tháng | TK     |
| Tháng        | Câu lạc bộ của tháng  | Huấn luyện viên           | Câu lạc bộ                | Cầu thủ              | Câu lạc bộ        | TK     |
| ------------ | --------------------- | ------------------------- | ------------------------- | -------------------- | ----------------- | ------ |
| Tháng 2 và 3 | Thành phố Hồ Chí Minh | Jung Hae-seong            | Thành phố Hồ Chí Minh     | Jeremie Dwayne Lynch | Hải Phòng         | [ 11 ] |
| Tháng 4      | Hà Nội                | Chu Đình Nghiêm           | Hà Nội                    | Nguyễn Quang Hải     | Hà Nội            | [ 12 ] |
| Tháng 5      | Thành phố Hồ Chí Minh | Jung Hae-seong            | Thành phố Hồ Chí Minh     | Nguyễn Văn Toàn      | Hoàng Anh Gia Lai | [ 13 ] |
| Tháng 6      | Thanh Hóa             | Nguyễn Đức Thắng          | Thanh Hóa                 | Nguyễn Hải Huy       | Than Quảng Ninh   | [ 14 ] |
| Tháng 7      | Dược Nam Hà Nam Định  | Nguyễn Văn Dũng           | Dược Nam Hà Nam Định      | Nguyễn Văn Quyết     | Hà Nội            | [ 15 ] |
| Tháng 8      | Hà Nội                | Chu Đình Nghiêm           | Hà Nội                    | Nguyễn Văn Quyết     | Hà Nội            | [ 16 ] |

### Bàn thắng của tháng
| Tháng        | Cầu thủ           | Câu lạc bộ           | Đối thủ                       | Sân vận động              | Ngày                 | Tỷ lệ   |
| ------------ | ----------------- | -------------------- | ----------------------------- | ------------------------- | -------------------- | ------- |
| Tháng 2 và 3 | Trần Mạnh Hùng    | Dược Nam Hà Nam Định | Sài Gòn                       | Sân vận động Thiên Trường | 24 tháng 2 năm 2019  | 31,02 % |
| Tháng 4      | Nguyễn Văn Toàn   | Hoàng Anh Gia Lai    | Than Quảng Ninh               | Sân vận động Pleiku       | 13 tháng 4 năm 2019  | 73,03 % |
| Tháng 5      | Nguyễn Trọng Hùng | Thanh Hóa            | Hà Nội                        | Sân vận động Thanh Hóa    | 11 tháng 5 năm 2019  | 74,62 % |
| Tháng 6      | Vũ Thế Vương      | Dược Nam Hà Nam Định | Hà Nội                        | Sân vận động Thiên Trường | 24 tháng 5 năm 2019  | 52,14 % |
| Tháng 7      | Lương Xuân Trường | Hoàng Anh Gia Lai    | Thanh Hóa                     | Sân vận động Thanh Hóa    | 28 tháng 7 năm 2019  | 60,79 % |
| Tháng 8      | Nguyễn Quang Hải  | Hà Nội               | SHB Đà Nẵng                   | Sân vận động Hòa Xuân     | 16 tháng 8 năm 2019  | 71,60 % |
| Tháng 9      | Trần Minh Vương   | Hoàng Anh Gia Lai    | Sanna Khánh Hòa Biển Việt Nam | Sân vận động Pleiku       | 23 tháng 10 năm 2019 | 81,07 % |

### Giải thưởng chung cuộc
Được trao tại lễ trao giải V.League Awards 2019.
| Giải bóng đá Vô địch Quốc gia 2019 Nhà vô địch |
| ---------------------------------------------- |
| Hà Nội Lần thứ 5                               |

| Giải thưởng                 | Người chiến thắng | Câu lạc bộ            |
| --------------------------- | ----------------- | --------------------- |
| Huấn luyện viên của mùa     | Chung Hae-seong   | Thành phố Hồ Chí Minh |
| Cầu thủ của mùa             | Nguyễn Quang Hải  | Hà Nội                |
| Cầu thủ ghi bàn nhiều nhất  | Bruno Cantanhede  | Viettel               |
| Cầu thủ ghi bàn nhiều nhất  | Pape Omar Faye    | Hà Nội                |
| Cầu thủ kiến tạo nhiều nhất | Nguyễn Văn Toàn   | Hoàng Anh Gia Lai     |
| Bàn thắng đẹp nhất giải đấu | Nghiêm Xuân Tú    | Than Quảng Ninh       |
| Cầu thủ trẻ của mùa         | Đoàn Văn Hậu      | Hà Nội                |
| Trọng tài của mùa           | Hoàng Ngọc Hà     |                       |
| Trợ lý trọng tài của mùa    | Phạm Mạnh Long    |                       |

| Đội hình của mùa giải               | Đội hình của mùa giải           | Đội hình của mùa giải           | Đội hình của mùa giải           | Đội hình của mùa giải           | Đội hình của mùa giải           | Đội hình của mùa giải                   | Đội hình của mùa giải                   | Đội hình của mùa giải                   | Đội hình của mùa giải               | Đội hình của mùa giải               | Đội hình của mùa giải               |
| ----------------------------------- | ------------------------------- | ------------------------------- | ------------------------------- | ------------------------------- | ------------------------------- | --------------------------------------- | --------------------------------------- | --------------------------------------- | ----------------------------------- | ----------------------------------- | ----------------------------------- |
| Trần Nguyên Mạnh (Sông Lam Nghệ An) |                                 |                                 |                                 |                                 |                                 |                                         |                                         |                                         |                                     |                                     |                                     |
| Hồ Tấn Tài (Becamex Bình Dương)     | Hồ Tấn Tài (Becamex Bình Dương) | Hồ Tấn Tài (Becamex Bình Dương) | Bùi Tiến Dũng (Viettel)         | Bùi Tiến Dũng (Viettel)         | Bùi Tiến Dũng (Viettel)         | Nguyễn Hữu Tuấn (Thành phố Hồ Chí Minh) | Nguyễn Hữu Tuấn (Thành phố Hồ Chí Minh) | Nguyễn Hữu Tuấn (Thành phố Hồ Chí Minh) | Đoàn Văn Hậu (Hà Nội)               | Đoàn Văn Hậu (Hà Nội)               | Đoàn Văn Hậu (Hà Nội)               |
| Nguyễn Quang Hải (Hà Nội)           | Nguyễn Quang Hải (Hà Nội)       | Nguyễn Quang Hải (Hà Nội)       | Mạc Hồng Quân (Than Quảng Ninh) | Mạc Hồng Quân (Than Quảng Ninh) | Mạc Hồng Quân (Than Quảng Ninh) | Trần Minh Vương (Hoàng Anh Gia Lai)     | Trần Minh Vương (Hoàng Anh Gia Lai)     | Trần Minh Vương (Hoàng Anh Gia Lai)     | Nguyễn Văn Quyết(Hà Nội)            | Nguyễn Văn Quyết(Hà Nội)            | Nguyễn Văn Quyết(Hà Nội)            |
| Pape Omar Faye (Hà Nội)             | Pape Omar Faye (Hà Nội)         | Pape Omar Faye (Hà Nội)         | Pape Omar Faye (Hà Nội)         | Pape Omar Faye (Hà Nội)         | Pape Omar Faye (Hà Nội)         | Nguyễn Văn Toàn (Hoàng Anh Gia Lai)     | Nguyễn Văn Toàn (Hoàng Anh Gia Lai)     | Nguyễn Văn Toàn (Hoàng Anh Gia Lai)     | Nguyễn Văn Toàn (Hoàng Anh Gia Lai) | Nguyễn Văn Toàn (Hoàng Anh Gia Lai) | Nguyễn Văn Toàn (Hoàng Anh Gia Lai) |

## Các sự việc xoay quanh giải đấu

### Lời hứa triển khai VAR đi vào quên lãng
Trước thềm mùa giải 2019, Chủ tịch VPF Trần Anh Tú cho biết V.League sẽ bắt đầu sử dụng VAR để hỗ trợ các trọng tài điều hành trận đấu, hạn chế các tình huống gây tranh cãi. Tuy nhiên, hết giai đoạn một công nghệ trên vẫn chưa được áp dụng.
Đến giữa tháng 7, ông Tú tiếp tục nói rằng tới giai đoạn cuối mùa giải VAR sẽ được dùng cho các trận đấu nhạy cảm, quyết định tới ngôi vô địch hay cuộc chiến trụ hạng. Bẫng đi qua 3 tháng, V.League 2019 đã khép lại nhưng người hâm mộ vẫn chưa thấy dấu hiệu của VAR. Cũng theo ông Tú, sớm nhất phải đến năm 2020 thì VAR mới có hy vọng được áp dụng ở V.League, và BTC giải cần được FIFA cấp phép.
Trước đó, VPF cũng dự kiến phương án triển khai VAR bằng cách sử dụng 2 xe ô tô lưu động. Mỗi ngày thi đấu sẽ có 2 trận được hệ thống này hỗ trợ. Điều này có thể sẽ dẫn đến những bất công khi mỗi vòng đấu có tới 7 trận diễn ra, sẽ có trận được sử dụng, trận lại không, trong khi các đội đều phải đóng tiền như nhau.

### Liên quan đến cầu thủ, huấn luyện viên
HLV Chu Đình Nghiêm đã có những phản ứng gay gắt sau trận đấu gặp Sanna Khánh Hoà BVN khiến ông phải chịu thi hành lệnh cấm 2 trận (trong đó có trận hoà 1-1 gặp Hoàng Anh Gia Lai).

### Liên quan đến trọng tài
Trận đấu giữa Viettel và Bình Dương tại vòng 24 V.League 2019 đã nhận được rất nhiều sự chú ý của báo chí và người hâm mộ sau khi trọng tài Trương Hồng Vũ có hành động "bẻ còi" và từ chối bàn gỡ hòa 2-2 của Becamex Bình Dương.
Ở những phút cuối trận, trong một pha tranh chấp giữa Bùi Tiến Dũng với Hồ Sỹ Giáp, trọng tài Trương Hồng Vũ cắt còi, giơ tay phải ra ám chỉ lỗi để bóng chạm tay cầu thủ của Viettel và cho Bình Dương hưởng quả đá phạt. Các cầu thủ Bình Dương lập tức thực hiện pha đá phạt nhanh, Sỹ Giáp băng lên và căng ngang cho Tiến Linh ghi bàn, bàn thắng hợp lệ và được ông Vũ công nhận. Ngay sau đó, ban huấn luyện và cầu thủ Viettel phản ứng, cho rằng Bùi Tiến Dũng mới là người bị phạm lỗi mà trọng tài lại cho Bình Dương hưởng đá phạt. Và sau ít phút hội ý với các trợ lý, ông Vũ đã quyết định "bẻ còi", từ chối bàn thắng của Bình Dương khiến đội bóng này thất thủ với tỷ số 1-2.
Sau trận, trọng tài Trương Hồng Vũ nhận thấy mình đã mắc sai lầm nghiêm trọng, tuy nhiên kết quả trận đấu là không thể thay đổi. Vị trọng tài này xin lỗi cầu thủ Bình Dương vì "chỉ sai hướng" và hứa sẽ "chịu trách nhiệm".  ban tổ chức giải đấu, lãnh đạo VPF cho biết từ nay trở đi trọng tài Trương Hồng Vũ sẽ không bao giờ được mời làm nhiệm vụ cầm còi ở các giải đấu bóng đá chuyên nghiệp của Việt Nam.

### Phát ngôn của bầu Đức
Trước khi lễ ký hợp đồng của Công Phượng với CLB Sint Truidense (Bỉ) chính thức diễn ra, Đoàn Nguyên Đức đã có những phát ngôn làm dậy sóng dư luận. Khi được các phóng viên hỏi về cơ hội vô địch của CLB TP. Hồ Chí Minh ở V.League 2019, bầu Đức đã khẳng định chắc nịch: "Không đời nào có chuyện đó, TP.HCM mà vô địch thì mất gì tôi cũng chịu". Ngay cả đội bóng Hoàng Anh Gia Lai của ông cũng không có ý định đầu tư để giành danh hiệu này: "Sự thật là HAGL cũng không có động lực để đầu tư, phấn đấu để đá và giành chức vô địch.gì cả... HAGL bây giờ chỉ đá tàm tạm trong nước cho vui thôi, giữ hạng. Chứ làm sao mà vô địch được, đời nào có chuyện đó, không bao giờ xảy ra luôn".
Ông bầu này liên tục ám chỉ về việc "5 đánh 1" ở V.League khiến những đội bóng còn lại có đầu tư bao nhiêu cũng không thể nào vô địch được. Phát ngôn này của bầu Đức đưa ra đúng thời điểm mà Hoàng Anh Gia Lai đang có phong độ tệ hại.

### Cổ động viên Dược Nam Hà Nam Định ném pháo sáng
Trận đá bù vòng 22 V.League giữa Hà Nội và Nam Định trên sân Hàng Đẫy diễn ra không hấp dẫn như kỳ vọng, khi đội chủ nhà dễ dàng giành chiến thắng với tỷ số 6-1. Điểm nhấn của trận đấu lại đến từ khán đài của các CĐV Nam Định, với những tiếng chửi đồng thanh, những quả pháo sáng liên tục được đốt lên bởi nhóm CĐV áo vàng.
Sự việc trở nên nghiêm trọng khi 1 quả pháo thăng thiên được bắn thẳng từ khu vực CĐV đội khách sang khán đài A và đi trúng chân chị Tô Huyền Anh, một cổ động viên nữ đến sân theo dõi trận đấu. Ngay sau đó chị đã được đưa sang bệnh viện Xanh Pôn để cấp cứu. Ngoài nữ CĐV bị bắn pháo sáng, còn có 2 chiến sĩ cảnh sát cơ động phải nhập viện sau khi xô xát với 1 nhóm CĐV áo vàng. Sự cố đáng tiếc này đã làm xấu đi hình ảnh bóng đá Việt Nam đang trên đà phát triển. Giám đốc kỹ thuật Nguyễn Văn Sỹ cùng các cầu thủ  Nam Định ngày hôm sau đã phải công khai gửi lời xin lỗi tới các nạn nhân và người hâm mộ cả nước.
Những án phạt kỷ lục đã được đưa ra, CLB Hà Nội bị phạt 85 triệu đồng và treo sân Hàng Đẫy 2 trận. CLB Dược Nam Hà Nam Định cũng bị phạt 85 triệu đồng, còn các CĐV của đội bóng này thì bị cấm cổ vũ ở 2 trận sân khách tiếp theo. Các đối tượng gây rối sau đó đã được công an Hà Nội triệu tập, tiến hành điều tra và nhận những hình phạt theo quy định của pháp luật.